# Scleronycteris ega
Scleronycteris ega är en däggdjursart som beskrevs av Thomas 1912. Scleronycteris ega är ensam i släktet Scleronycteris som ingår i familjen bladnäsor. Inga underarter finns listade.
Denna fladdermus förekommer i sydvästra Venezuela och nordvästra Brasilien. Kanske finns den även i östra Colombia. Habitatet utgörs av fuktiga städsegröna skogar, ofta nära vattendrag. Några individer fångades utanför skogen i savannen.
Storleken är bara känd från honan som användes för artens vetenskapliga beskrivning. Den var 5,7 cm lång (huvud och bål) och hade en 6 mm lång svans. Underarmarna som bestämmer djurets vingspann var 3,5 cm långa. På ryggen är pälsen mörkbrun och på buken ljusbrun. Det som skiljer Scleronycteris ega från närbesläktade bladnäsor som släktena Choeroniscus och Choeronycteris är avvikande detaljer i tändernas konstruktion. Tandformeln är I 2/0 C 1/1 P 2/3 M 3/3, alltså 30 tänder.
Arten äter antagligen frukter, nektar, pollen och insekter.
Troligtvis hotas beståndet av skogsröjningar. Hela populationens storlek är okänd. IUCN kategoriserar arten globalt med kunskapsbrist.